# Merz (udde i Antarktis)
Merz är en udde i Antarktis. Den ligger i Västantarktis. Argentina, Chile och Storbritannien gör anspråk på området.
Terrängen inåt land är kuperad åt sydväst, men åt nordost är den platt. Terrängen runt Merz sluttar österut. Trakten är obefolkad. Det finns inga samhällen i närheten. 